# Slender
A Slender egy 2012 júniusában kiadott ingyenesen letölthető, belső nézetes, túlélőhorror műfajú számítógépes játék.

## Slender: The Eight Pages
Az első Slender-játék volt, melyet a Unity Ward fejlesztett. Ebben a részben feltehetőleg egy kisgyereket alakít a játékos, akinek az a feladata, hogy nyolc darab papírlapot gyűjtsön össze egy sötét erdőben, amin írások és ábrák találhatók egy fekete öltönyös fehér teremtményről, Slender manről. A játékos felszerelése mindössze egy zseblámpa, illetve egy kamera. A játéknak akkor van vége, ha a Slender man elkapja a főszereplőt. Nincs mentési lehetőség, se betöltés, a játék hamar, tíz tizenöt perc alatt befejezhető.

## Slender: The Arrival
A Slender 1 folytatása. Az előző résszel ellentétben, a folytatás öt pályára van felosztva, azon belül pedig ellenőrzőpontokra, így nem kell a legelejéről kezdeni. A játékban már nem a Slender man az egyedüli ellenfél. A grafika javult a Slender 1 hez képest, a feladat is bővült.
A második rész 2013. március 26-án jelent meg. A hivatalos oldalon és a Blue Isle Studio weboldalán megtekinthető néhány képernyőkép. A játék az elsőhöz hasonlóan digitálisan letölthető.

## Fogadtatás
A játék pozitív fogadtatásra lelt. Egyes kiadványokban bírálták a játékot a nem túl hatékony horrorhatás miatt más olyan túlélőhorrorokhoz képest, mint például az utóbbi Resident Evil játékok. A hivatalos weboldal összeomlott, miután rengetegen próbálták letölteni a játékot.